# Гаці Русере
Гаці Русере (*бл. 1560 — бл. 1623) — 10-й мвене-мутапа (володар) Мономотапи в 1589—1623 роках.

## Життєпис
Походив з династії Мбіре. Син Ньяндоро, мукомохаши (намісника східних провінцій та очільника війська). Народився близько 1560 року. 1575 року втратив батька. Мвене-мутапа Негомо Чирісамгуру оголосив його спадкоємцем трону та передав посади Мукомохаши.
1589 року Гаці Русере посів трон. Невдовзі придушив заколот стриєчного брата Маури (сина Негомо Чирісамгуру). Намагався усіляко зміцнити держави всередині та запобігти вторгненню португальців. Втім 1597 року вступив у конфлікт з державою Мараві, два загони (відомі як зімба) якої вдерлися в межі Мономотапи. З однім загоном вдалося домовитися, внаслідок чого той перейшов на службу до мвете-мутапи, а другому завдано поразки. 
Невдовзі Гаці Русере став побоюватися впливу та авторитету військовика Ненгомаши, що належав до правлячої династії. Тому наказав його таємно схопити та стратити. Такі дії мвене-мутапи призвели до потужного повстання родичів, що належали до впливових кланів. 1606 року один з повстанців — Матузвіаньє — оголосив себе мвене-мутапою. Внаслідок чого він дедалі більше мусив звертатися по допомогу до португальців, які отримували нові копальні та землі під плантації. 1607 року було підписано першу угоду, за якою золоті копальні Каранги переходили в оренду португальцям, які натомість щорічно сплачували данину (куруву). Також утворилися загони португальських найманців при дворі правителя. Лише 1609 року зумів приборкати ворохобників. Але вождіства Барве і Манійка перестали визнавати владу Мономотапи.
Друга частина панування Гаці Русере було досить мирною. Багато приділяв відновленню господарства, при цьому зміцнював торгівельні відносини з прибережними містами Португальського Мозамбіку. Португальці отримали право вільно мати вогнепальну зброю. Помер 1623 року. Йому спадкував син Ньямбу Капарарідзе.